# La Causa Radical
La Causa Radical, La Causa Я o LCR, és un partit polític veneçolà, d'ideologia d'esquerres, fundat per un grup de sindicalistes el 1971.
La Causa Я, va ser un dels primers partits que va aconseguir trencar l'hegemonia dels dos grans partits tradicionals veneçolans (Acció Democràtica i COPEI), obtenint la governació de l'Estat de Bolívar a començaments dels anys vuitanta del segle xx.
Així mateix, va ser un dels pocs grups polítics que no va condemnar la revolta popular coneguda com el Caracazo el 1989. De la mà d'Aristóbulo Istúriz va obtenir l'Alcaldia del principal municipi de Caracas a mitjans dels anys noranta del segle xx.
El 1997 va patir una important escissió, Pàtria per a Tots originada perquè les bases del partit eren partidàries de donar suport a Hugo Chávez com a candidat a la presidència, mentre que la direcció s'hi oposava.
Actualment (2006) La Causa Я forma part de l'oposició al govern de Chávez, tot i que la seva força electoral és testimonial des que es va produir l'escissió del PPT.